# Кампании в поддержку афганских активистов и правозащитников
Кампании в поддержку афганских активистов и правозащитников, появились после захвата власти Афганистана «Талибаном«. Некоторые общественные организации обратились к краудфандингу для финансирования спасательных и гуманитарных мероприятий. За это время появились инициативы Международного комитета Красного Креста и других гуманитарных организаций. А также такие кампании как «Голоса афганских девушек» и «60 Afghan Women Leaders» нацеленная на отмену депортации афганских активисток, организованная после сообщений правительства Пакистана о намерение массово депортировать афганских беженцев обратно в Афганистан. В рамках кампаний правозащитные организации участвовали в помощи женщинам, в восстановлении их права на образование, организации их переезда и помощи в получении гуманитарных виз.

## Предыстория
После захвата власти Афганистана талибами в августе 2021 года, были введены жёсткие ограничения в отношении женщин. С момента прихода к власти «Талибан» постепенно вводил всё больше ограничений на передвижение афганских женщин, их присутствие в общественных местах, доступ к образованию и здравоохранению, а также право на работу. Это сподвигло женщин к миграции и поисках политического убежища в других странах. Женщины которые не смогли уехать из-за отсутствия финансовых средств или доступа к информации, подвергаются повышенному риску сексуального и гендерного насилия.
Всего из Пакистана с 2023 года были принудительно высланы 800 тысяч граждан Афганистана, 70% из них — женщины и дети. Пакистан усилил давление на афганских беженцев, вынуждая их покинуть страну, несмотря на серьёзную опасность преследований и экономических трудностей при правлении талибов.

## Известные кампании и петиции

### MyRedLine
В 2019 году была запущена кампания MyRedLine (с англ. моя красная линия), афганской журналисткой Фарахназ Форотан при поддержке организации ООН-женщины. Целью кампании является, выразить позицию афганских женщин и мужчин по вопросам мира и прав человека, основываясь на том, что мир не может достигаться в обмен на права и свободу. Кампания прошла на фоне попыток США вести мирные переговоры с «Талибаном». В социальных сетях кампания распространялась под хештегом #MyRedLine.

### Голоса афганских девушек
В 2023 году состоялся старт одномесячной кампании «Голоса афганских девушек», организованный совместно с афганской студенткой Сомайей Фаруки и Education Cannot Wait глобальным фондом ООН. Он был приурочен ко второй годовщине захвата власти талибами в Афганистане. Целью кампании является, донести истории афганских девушек до общественности и мирового сообщества, и добиться восстановления их права на образование, в частности запрет на посещение средней школы для девочек старше 12 лет. Кампания распространялась под хештегом #AfghanGirlsVoices.

### 60 Afghan Women Leaders
В начале 2025 года власти Пакистана обратились ко всем иностранным гражданам большинство из которых являются афганцами с просьбой покинуть страну, в противном случае их ожидает депортация. Правительство Пакистана установило 31 марта крайним сроком для депортации всех иностранцев. Среди депортируемых женщин оказались правозащитницы, преподавательницы, журналистки и участницы мирных протестов, вместе с их семьями около 360 человек.
Правозащитные организации, такие как Human Rights Watch и Amnesty International призвали правительство Пакистана прекратить депортацию афганских граждан, преследования беженцев и «предоставить тем, кому грозит депортация, возможность поиска защиты», заявив, что действия пакистанских властей нарушают принцип не высылки, изложенный в международном праве в области прав человека.
Организатором петиции и одноимённой кампании «60 Afghan Women Leaders» на платформе change.org, стала нидерландская феминистская активистка Надя Мюллер. Она запустила петицию с целью предоставить женщинам и их семьям время на получение гуманитарных виз и переезд из Пакистана в третьи страны. Петиция была адресована правительству Пакистана и Нидерландов. Петиция массово распространялась в социальных сетях и в TikTok с хештегом #SaveAfghanWomen. На начало апреля 2025 года её подписали около 500 тысяч человек.
Различные правозащитные организации, включая HeartWork, Food for Thought Afghanistan, Udhara и глобальную правозащитную группу Avaaz, начали активную кампанию по активисток и их семей, организации переезда и помощи в получении гуманитарных виз. Правительство Бразилии заявило о готовности принять женщин в своей стране, однако для этого требовалось оформление документов и разрешение властей Пакистана. Чтобы обеспечить эвакуацию всей группы, необходимо около 1,5 млн долларов. На эти нужды был открыт сбор средств.

## Мнения
Британское издание Financial Times, сообщает, что одной из причин ужесточения миграционной политики в Пакистане стал резкий спад международного финансирования. В 2023 году США обеспечивали 42 % бюджета гуманитарной помощи для размещение афганских беженцев в Пакистане. С возвращением Дональда Трампа к власти были заморожены почти все внешнеполитические инициативы, включая программы переселения и помощи беженцам.
Генеральный секретарь Норвежского совета по делам беженцев Ян Эгеланд считает, что уменьшение поддержки неправительственных групп Афганистана больше всего затрагивает именно женщин в этой страны. После захвата власти талибами, иностранная помощь была практически сразу прекращена. Против властей страны были введены санкции и заморожены зарубежные валютные активы. ООН и другие организации призывали международное сообщество продолжать поддерживать Афганистан.